# 山溪薩瓦納鰍
山溪薩瓦納鰍為輻鰭魚綱鯉形目鰍科的其中一種，為温帶淡水魚，分布於歐洲頓河、第聶伯河、德涅斯特河、維斯瓦河、奧得河流域，體長可達9公分，棲息在水質清澈、沙石底質流動的溪流底層水域，生活習性不明。

## 扩展阅读
維基物種上的相關：山溪薩瓦納鰍